# Гнилуха (приток Волги)
Гнилуха — река в России, протекает в Марксовском районе Саратовской области. Левый приток Волги.

## География
Гнилуха начинается восточнее села Ястребовка на левобережье Волги. Течёт параллельно руслу Волги на юго-запад. На правом берегу расположены населённые пункты Михайловка, Подлесное, Сосновка, Баскатовка, Рязановка, на правом — Буерак и Александровка. Ниже Александровки поворачивает на запад и сливается с одной из проток русла Волги. Длина реки составляет 25 км, площадь водосборного бассейна — 186 км².

## Данные водного реестра
По данным государственного водного реестра России относится к Нижневолжскому бассейновому округу, водохозяйственный участок реки — Волга от Саратовского гидроузла до Волгоградского гидроузла, без рек Большой Иргиз, Большой Караман, Тереёшка, Еруслан, Торгун. Речной бассейн реки — Волга от верхнего Куйбышевского водохранилища до впадения в Каспий.
Код объекта в государственном водном реестре — 11010002212112100010183.